# Барановское сельское поселение (Волгоградская область)
Бара́новское се́льское поселе́ние — муниципальное образование в составе Николаевского района Волгоградской области.
Административный центр — хутор Красный Мелиоратор.

## История
Барановское сельское поселение образовано 14 февраля 2005 года в соответствии с Законом Волгоградской области № 1005-ОД.

## Население
| 2010  | 2012  | 2013  | 2014  | 2015  | 2016  | 2017  |
| ----- | ----- | ----- | ----- | ----- | ----- | ----- |
| 1601  | ↘1581 | ↘1558 | ↘1542 | ↘1536 | ↘1507 | ↗1510 |
| 2018  | 2019  | 2020  | 2021  |       |       |       |
| ↘1473 | ↗1477 | ↘1420 | ↘1412 |       |       |       |

## Состав сельского поселения
| № | Населённый пункт   | Тип населённого пункта        | Население |
| - | ------------------ | ----------------------------- | --------- |
| 1 | Барановка          | хутор                         | 145       |
| 2 | Добринка           | хутор                         | 6         |
| 3 | Красное Знамя      | хутор                         | 45        |
| 4 | Красный Мелиоратор | хутор, административный центр | 1169      |
| 5 | Либкнехта          | хутор                         | 24        |
| 6 | Таловка            | посёлок                       | 87        |
| 7 | Торгунский         | посёлок                       | 116       |
| 8 | Чкалов             | хутор                         | 9         |